# Dorfkirche Kleindröben

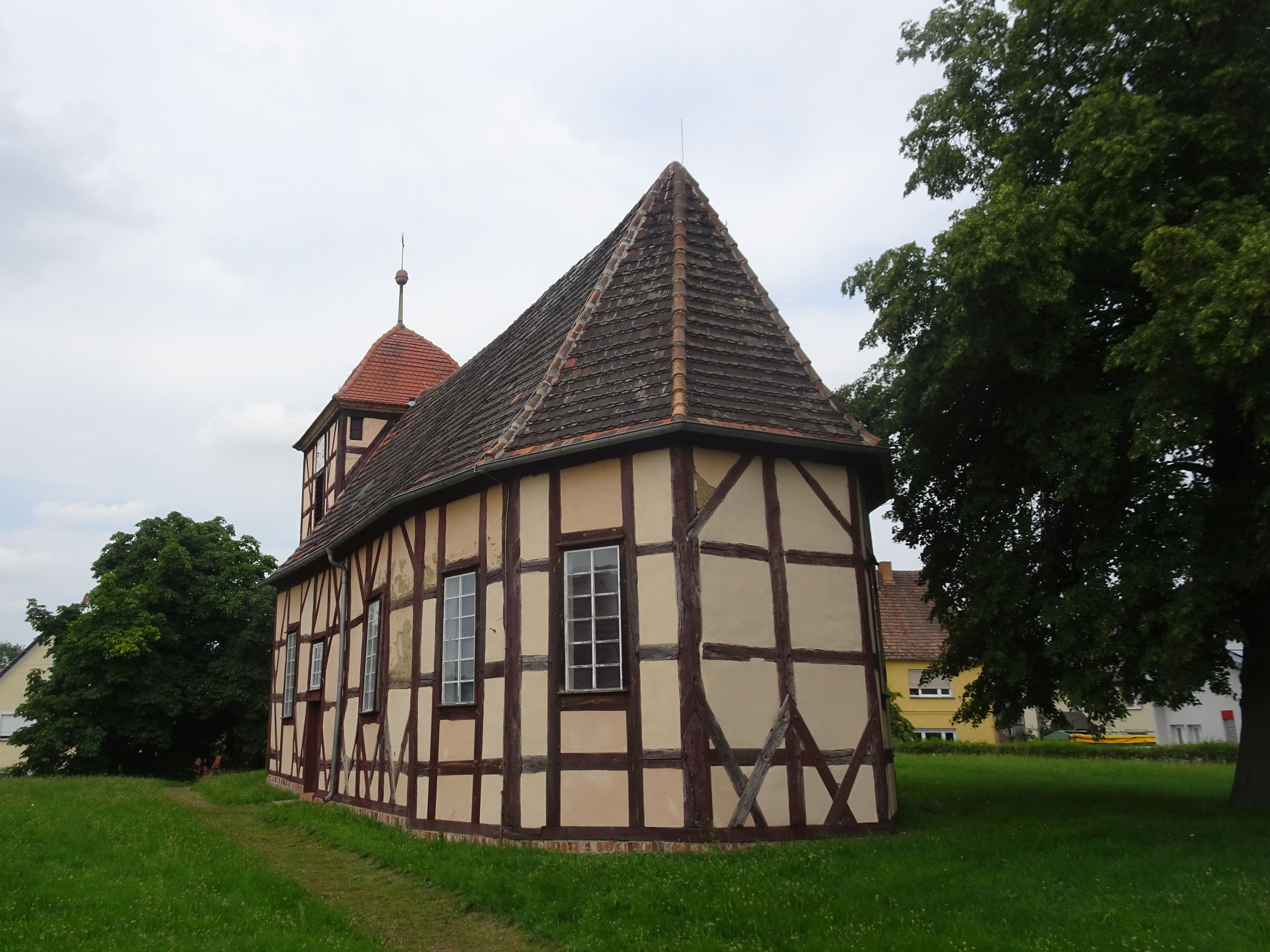
Dorfkirche Kleindröben im Juli 2021

Die aus dem Ende des 17. Jahrhunderts stammende, und unter Denkmalschutz stehende  Dorfkirche Kleindröben  befindet sich in Kleindröben, einem Ortsteil von Jessen (Elster) im Landkreis Wittenberg in Sachsen-Anhalt. 

## Beschreibung
Das Kirchengebäude ist ein Fachwerkbau mit fünfseitigem Ostschluss. Der quadratische Westturm des Gebäudes besitzt ein leicht geschweiftes Zeltdach. Im Innenraum befinden sich eine muldenförmige Bretterdecke sowie Emporen im Westen und Norden.

## Ausstattung
Der hölzerne Altaraufsatz des spätgotischen Blockaltars sowie die Kanzel stammen aus dem Anfang des 18. Jahrhunderts.  Der Altaraufsatz ist mit Gemälden des Abendmahls, der Kreuzigung und der Auferstehung bemalt. Die Taufe der Kirche ist auf das Jahr 1611 datiert. Es handelt sich um eine kelchförmige, manieristische Sandsteintaufe, an deren Kuppa sich auf das Taufsakrament bezogene Inschriften befinden.